# Octavia Thurina minor
Octavia Thurina (bijgenaamd minor, d.i. de Jongere) (ca. 69 v.Chr. - 11 v.Chr.) was een dochter van Gaius Octavius bij diens tweede echtgenote Atia Balba Caesonia. Ze was een zuster van Gaius Octavius Thurinus (de latere keizer Augustus) en ze hadden ook een oudere halfzus Octavia Thurina maior. Ze was getrouwd met Gaius Claudius Marcellus, consul in 50 v.Chr., en vervolgens met Marcus Antonius.

## Jeugd
Nadat haar vader in 59 v.Chr. was overleden, hertrouwde haar moeder met Lucius Marcius Philippus. Deze zou instaan voor de opvoeding van Atia's kinderen uit haar vorige huwelijken. Toen in 54 v.Chr. Iulia Caesaris, de dochter van Octavia's oudoom Julius Caesar en echtgenote van Gnaius Pompeius Magnus maior, overleed, wenste Caesar zijn achternicht Octavia te doen trouwen met Pompeius, maar Philippus had haar al uitgehuwelijkt aan Gaius Claudius Marcellus.

## Eerste huwelijk
Deze Gaius Claudius Marcellus was een vriend van Pompeius. Toen in 50 v.Chr. de burgeroorlog tussen Pompeius en Caesar uitbrak was Marcellus consul. Maar toen in januari 49 v.Chr. Caesar de Rubicon overstak, schaarde Marcellus zich achter Caesar. Het is zeer waarschijnlijk dat zijn jonge echtgenote hier een rol in speelde. Toen in 44 v.Chr. Caesar werd vermoord, wist Octavia's broer zich een plaats op het politieke toneel te verwerven. Hij zou uiteindelijk het tweede triumviraat oprichten samen met Marcus Antonius en Marcus Aemilius Lepidus. In de slag bij Philippi zouden Marcus Antonius en Octavianus de Caesarmoordenaars verslaan en zo keerde tijdelijk de rust terug in Rome. Marcellus zou zich nu terugtrekken op zijn landgoed en hij en Octavia hadden vervolgens drie kinderen: Claudia Marcella maior, Claudia Marcella minor en Marcus Claudius Marcellus. Deze werden alle drie geboren in Italië. De laatste zou Augustus opvolgen maar stierf al in 23 v. Chr.

## Tweede huwelijk

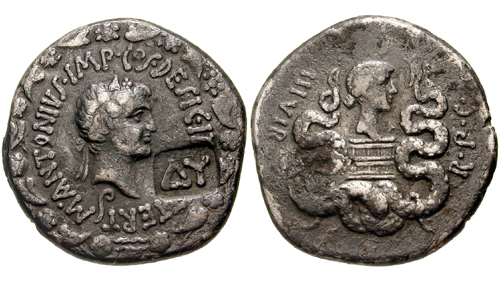
Een cistophorus tetradrachme (11,65 g) met een gelauwerde buste van Marcus Antonius met een lituus eronder omkranst met klimop en bloemen (voorzijde) en een gedrapeerde buste van Octavia Thurina minor boven een cista geflankeerd door kronkelende slangen (39 v.Chr., geslagen in Efese).

Na de dood van haar eerste man hertrouwde zij in 40 v.Chr. om politieke redenen met Marcus Antonius, van wie zij twee dochters had: Antonia maior (de grootmoeder van de latere princeps Nero) en Antonia minor (de moeder van de latere princeps Claudius). De eerste jaren na dit huwelijk verbleef zij met Antonius in Athene, en offerde haar persoonlijke belangen volledig op om een vergelijk tussen haar broer en haar echtgenoot mogelijk te maken, maar grotendeels tevergeefs. Ondanks de vernieuwing van het triumviraat in 37 v.Chr. (waar zij de hand in heeft gehad) brak toch de burgeroorlog uit die zij had willen voorkomen. Zij koos in dit conflict partij voor haar echtgenoot. Octavianus verbood haar haar echtgenoot achterna te reizen naar het Oosten, en drong erop aan dat zij hem zou verlaten, hetgeen zij uitdrukkelijk weigerde. Later, in 32 v.Chr., kon Octavianus het huwelijk toch laten ontbinden. Sindsdien leefde ze teruggetrokken en wijdde zij zich volledig aan haar kinderen. Na de dood van Antonius ontfermde zij zich bovendien over de kinderen die hij bij Cleopatra had verwekt (Alexander Helios, Cleopatra Selene en Ptolemaeus Philadelphos). Octavia overleed in 11 v.Chr.

## Verder lezen
- https://web.archive.org/web/20130928134417/http://www.livius.org/oa-om/octavia/octavia_minor.html